# Gambarogno
Gambarogno (in dialetto ticinese Gambarögn) è un comune svizzero di 5.115 abitanti del Canton Ticino, nel distretto di Locarno.

## Geografia fisica
Insieme a tutti gli altri comuni in riva del  Lago Maggiore, è il comune situato alla minore altitudine del Canton Ticino e di tutta la Svizzera.

## Storia
Il comune di Gambarogno è stato istituito il 25 aprile  2010 con la fusione dei comuni di Caviano, Contone, Gerra Gambarogno, Indemini, Magadino, Piazzogna, San Nazzaro (a sua volta istituito nel 1929 con la fusione dei comuni di Casenzano e Vairano), Sant'Abbondio e Vira Gambarogno; capoluogo comunale è Magadino.
La fusione è stata decisa dal Consiglio di Stato il 16 aprile 2008 e approvata dal Gran Consiglio ticinese il 23 giugno successivo.

## Monumenti e luoghi d'interesse
- Capanna Alpetto di Caviano;
- Rifugio Casermetta presso l'Alpe di Neggia, posto a 1 734 m s.l.m.[senza fonte]

## Società

### Evoluzione demografica
L'evoluzione demografica è riportata nella seguente tabella:
Abitanti censiti

## Geografia antropica

### Frazioni

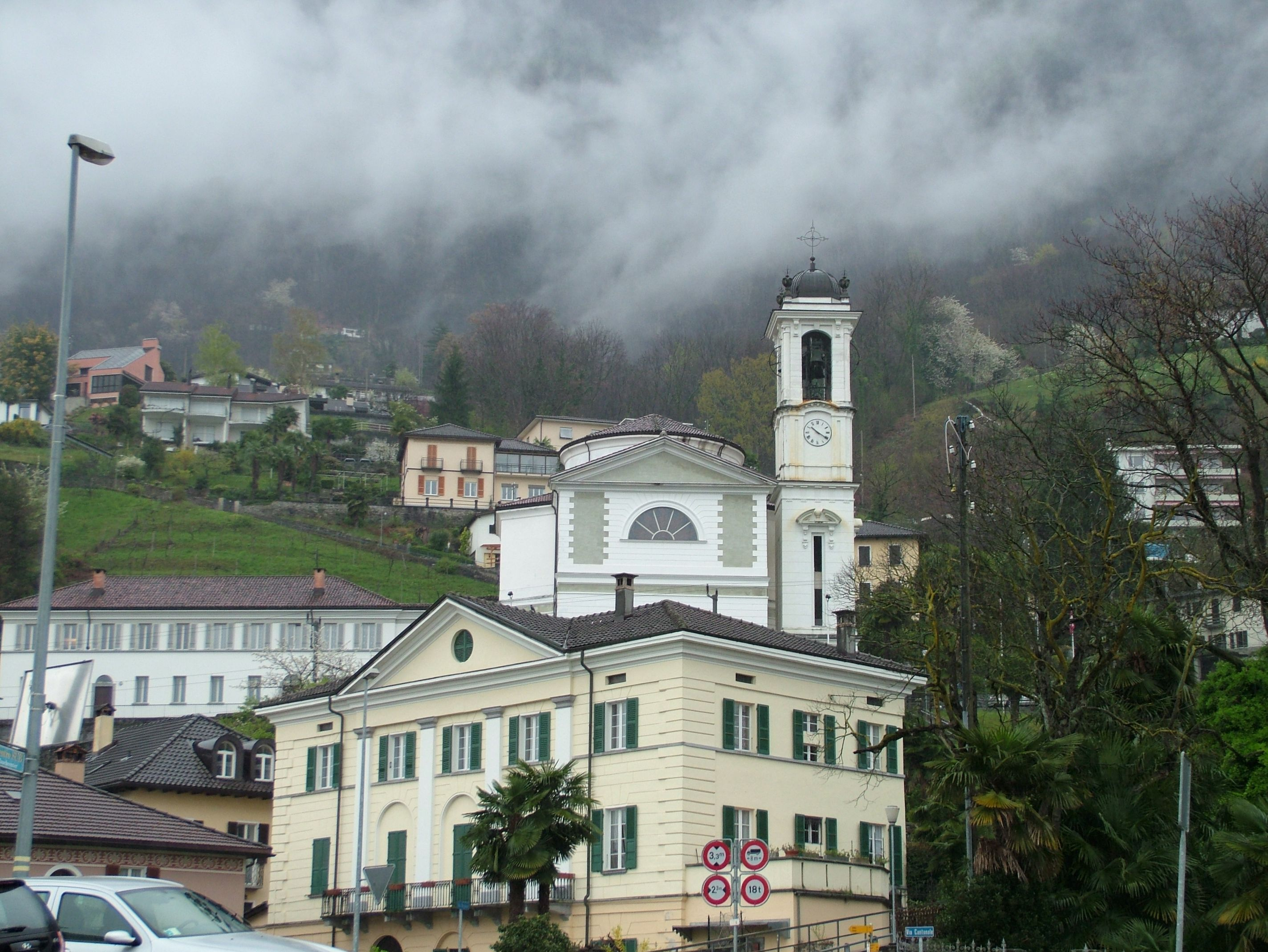
Magadino

- Caviano
  - Scaiano
  - Dirinella
- Contone
- Gerra Gambarogno
  - Riva
  - Ronco
  - Scimiana
- Indemini
- Magadino
- Piazzogna
- San Nazzaro
  - Casenzano
  - Taverna
  - Vairano
- Sant'Abbondio
  - Calgiano
  - Garaverio
  - Ranzo
- Vira Gambarogno
  - Corognola
  - Fosano
  - Scesana